# Österreichisch-Mongolische Gesellschaft
Die Österreichisch-Mongolische Gesellschaft „OTSCHIR“ (mongolisch „очир“ Нийгэмлэгийн Тухай) ist die Freundschaftsgesellschaft mit der Mongolei in Österreich.

## Geschichte
Österreich hat 1963 diplomatische Beziehungen mit der Mongolei aufgenommen. Zuständig sind die Österreichische Botschaft Peking und ein Honorarkonsulat in Ulaan Baatar, und die Mongolische Botschaft in Wien. Die Freundschaftgesellschaft stellt einen wichtigen Partner dar.
Die Österreichisch-Mongolische Gesellschaft will die Beziehungen der beiden Länder in jeder Hinsicht fördern, und auch das Land und seine Probleme in Österreich bekannt zu machen. Der Name ocir ‚Donnerkeil‘ bezeichnet das Vajra (sanskrit), ein Symbol des Buddhismus.

## Organisation
Der eingetragene Verein ist Mitglied im Dachverband aller österreichisch-ausländischen Gesellschaften (PaN).
Präsident ist seit 2023 Peter Stummer. Sitz ist in Wien-Leopoldstadt (2.).

## Tätigkeiten
Der Verein betreibt Entwicklungsförderungprojekte und ist seit 2011 am Aufbau eines Therapiezentrums im abgelegenen Ort Tunchel in der Nordmongolei beteiligt.
Die Gesellschaft betreut auch mongolische Familien in Aufenthalt und Integration. Daneben werden Delegationsreisen und ähnliche Austauschprogramme, sowie Vorträge und Sprachkurse vermittelt.
2013 wurde erstmals das mongolische Naadam-Fest in Österreich veranstaltet, auf der Trabrennbahn in Baden bei Wien.